# Kraunhia acuminata
Kraunhia acuminata là một loài thực vật có hoa trong họ Đậu. Loài này được (Benth.) Prain mô tả khoa học đầu tiên năm 1897.